# غريغ ميلفيل
غريغ ميلفيل (بالإنجليزية: Greg Melville)‏ هو صحفي أمريكي، ولد في 29 يناير 1970.